# Hugo O. Engelmann
Hugo Otto Engelmann (11 de septiembre de 1917 - 2 de febrero de 2002) fue un sociólogo, antropólogo y teórico de sistemas generales estadounidense, de origen austriaco. A lo largo de su obra enfatizó el significado de la historia.

## Biografía
Nacido el 11 de septiembre de 1917 en Viena, Austria, Engelmann llegó a los Estados Unidos en 1939, solo dos semanas antes de que estallara la Segunda Guerra Mundial en Europa. Habiendo huido primero a Checoslovaquia y luego a Francia como resultado de la anexión alemana de Austria en 1938, trabajó como jornalero en los campos de Francia hasta que pudo viajar a América, como se registra en su libro Journey Into a New Life.
Después de graduarse en la Universidad de Wisconsin-Madison, enseñó en la Universidad Estatal de Míchigan en East Lansing, en la Universidad de Wisconsin-Milwaukee y en la Universidad del Norte de Illinois, DeKalb. Hacia fines de la década de 1950 fue uno de los primeros miembros de la Sociedad para la Investigación de Sistemas Generales. Fue el primer editor del Wisconsin Sociologist en el periodo 1960-62, y luego nuevamente en 1965-70. En 1963, Engelmann fue presidente de la Asociación Sociológica de Wisconsin. Apareció en Who's Who in America en 1989. 
En la década de 1960, Engelmann participó regularmente en marchas por los derechos civiles y fue un firme defensor de la igualdad racial y de género en un momento en que ninguna de las dos podía darse por sentada ni siquiera en las universidades. A principios de la década de 1970, uno de sus artículos, un análisis del transporte en autobús en las escuelas del vecindario, fue citado en una exitosa demanda de desegregación de las Escuelas Públicas de Milwaukee iniciada por Lloyd Barbee.
Desde 1969 hasta que se jubiló como profesor emérito en 1989, enseñó, escribió y viajó por los Estados Unidos y Europa. Después permaneció activo en sociología hasta su muerte el 2 de febrero de 2002 en DeKalb, Illinois.
Su esposa Ruth es autora de Leaf House: Days of Remembering.

## Obra
Durante la mayor parte de su vida fue, ante todo, un sociólogo. Fue un firme partidario de la libertad intelectual, la igualdad de derechos, las libertades civiles y de los trabajadores. Ese espíritu es evidente en la primera revista Sociologist de Wisconsin, hoy llamada Sociological Imagination. Insistió en que era "una revista de comunicación, publicada en cooperación por sus colaboradores, bajo los auspicios de la Asociación Sociológica de WSA Wisconsin. Las comunicaciones pueden cubrir cualquier tema de interés para los científicos sociales en sus respectivos roles como trabajadores científicos, maestros y empleados profesionales".
Sobre la injusticia, dijo lo siguiente: "... cuando restringimos el desarrollo conductual de los demás, nos privamos de oportunidades interactivas y limitamos nuestro propio desarrollo. Por lo tanto, podemos decir en un sentido muy real que 'Todo lo que hagamos al más pequeño de ellos, nos lo habremos hecho a nosotros mismos' ".

### Expansión poblacional y sistema social
A través de miles de millones de interacciones sociales a pequeña escala, la sociedad cambia de manera fragmentada y, a menudo, en direcciones contradictorias. Aun así, se puede discernir el impulso general del cambio social. En su artículo de 1967 "La expansión de la población y el sistema social"  Engelmann esbozó su teoría básica. A medida que la población mundial aumenta, las personas interactúan entre sí con mayor frecuencia debido al hacinamiento, la migración y los viajes. La libertad declina, el ejercicio de poder aumenta al principio pero luego disminuye (véase también Engelmann y Cash, 1981), ) y la violencia se vuelve ilimitada.
Más allá de cierto punto, las estructuras de poder totalitarias eclipsan a las autoritarias. Grandes cantidades de interacción transforman las estructuras de poder verticales en horizontales a medida que más y más personas ejercen poder entre sí. En "Orwell, pensamiento moderno y totalitarismo", Engelmann trazó una clara distinción entre sociedades autoritarias y totalitarias. "Los oficiales de policía autoritarios que apuntan al cumplimiento externo reprimen las actividades consideradas indeseables. Los líderes totalitarios buscan convicciones internas expresadas en entusiasmo positivo o confesión contrita".

### Otros artículos de la década de 1960
En su artículo "Una perspectiva sociohistórica para los desarrollos de Europa del Este"  expresó su punto de vista de manera aún más contundente: "Si bien el totalitarismo se deriva de la rigidez psicológica, el gobierno autoritario depende de la aplicación externa de las regulaciones a través del ejercicio del poder".
Sus puntos de vista antropológicos se expusieron en "El sesgo de actividad de la etnografía y la historia de la sociedad" (1960). Los investigadores tienden a centrarse en las manifestaciones físicas de la actividad de las personas, como la cerámica, las herramientas o las armas, pero ignoran sus patrones experienciales. A medida que la tecnología se vuelve cada vez más desarrollada, los investigadores concluyen con demasiada frecuencia que la sociedad está aumentando en complejidad. Ignoran la posibilidad de que la actividad se expanda a expensas de la complejidad de la experiencia.
La perspectiva histórica de Engelmann fue especialmente evidente en "El imperio europeo: de Carlomagno al mercado común" (1962). La similitud geográfica entre el Imperio de Carlomagno y el del Mercado Común casi mil doscientos años después se atribuyó a fases similares de patrones migratorios. Al igual que la expansión hacia el exterior de las fuerzas de Carlomagno, se observó un patrón similar en el Mercado Común. Incluso la capital de Carlomagno, Aquisgrán, está a solo 120 kilómetros de la sede de la UE en Bruselas. Matthew Omolesky, en su artículo de 2009 sobre la Unión Europea, "Entre Roma y Bizancio", cita también la observación de Engelmann sobre la similitud geográfica entre el Mercado Común y el Imperio de Carlomagno.
Un tema recurrente en el trabajo de Engelmann se refiere a los manipuladores profesionales que involucran a otros en una actividad por sí misma, independientemente de su naturaleza o consecuencias. En su último artículo, "Science under Siege", advirtió sobre dos tipos de religión que se abren paso hacia la ciencia. El primero es el punto de vista sobrenaturalista, el tipo de punto de vista sostenido por los creacionistas. El segundo es más sutil. Es la visión naturalista. Los defensores de cualquiera de las dos nociones nos instan a creer cosas que no se pueden poner a prueba. Si Dios creó los cielos y la tierra en seis días o si hay universos paralelos, no tiene nada que ver con la ciencia. El centro de toda la ciencia es la hipótesis comprobable. Si no está ahí, no estamos hablando de ciencia.

### Sociología del conocimiento
Las grandes teorías generan numerosas hipótesis comprobables. La teoría de Engelmann tuvo mucho éxito en ese sentido. Sus hipótesis eran acertadas, ya fuera sobre agresión, violencia aleatoria, cierre cultural, antiintelectualismo, libertades decrecientes o puntos de vista científicos. A fines de la década de 1960, cuando los disturbios eran un lugar común y todos culpaban a los demás, Engelmann buscó respuestas a preguntas que nadie más estaba haciendo. Hablando estadísticamente, ¿cómo surgen los grupos? En términos de probabilidad, ¿cómo pueden persistir? Las preguntas involucran dos curvas matemáticas. Uno representa la probabilidad de que surja un subgrupo de un tamaño específico; la otra es la probabilidad de que persista. El producto de las dos curvas proporcionó la respuesta para la hipótesis de un tercio en 1967. Los grupos con mayor probabilidad de surgir y persistir son los que suman un tercio de la población total, ya sean enclaves étnicos de la ciudad, estudiantes que protestan en las calles o movimientos sociales que salen a la luz.
Lo más intrigante fue el concepto central de Engelmann para casi todas sus hipótesis. Tanto la intensidad como la complejidad del comportamiento de un individuo promedio no pueden aumentar simultáneamente. A medida que uno sube, el otro baja. Veintitrés siglos después de Aristóteles, encontramos una explicación para su afirmación: "Si nos deleitamos intensamente en una cosa, no podemos hacer nada más". También encontramos que la intensidad del comportamiento aumenta con el aumento de la frecuencia de interacción incluso cuando la complejidad disminuye. Ahí reside la fuente tanto del ejercicio del poder como de su amplia aprobación en los tiempos modernos.
La sociología del conocimiento de Engelmann distinguía cuidadosamente entre el relativismo total y el trabajo intelectualmente adecuado. En otras palabras se puede decir que las ideas limitadas por la posición social de uno mismo estarán sesgadas. Engelmann argumentó que las observaciones científicas (y las leyes) son socialmente invariables, verdaderas en toda la sociedad.
En la oficina de Engelmann colgaban dos fotos, una de Martin Luther King Jr. y la otra de Albert Einstein. Cada uno a su manera subrayó el hecho de que la sociedad es una red de interacciones directas e indirectas. Sus opiniones sobre la sociedad, que eran muy similares a las de Engelmann, se convirtieron muchos años después en la fuente de un artículo de uno de sus antiguos alumnos titulado "El predicador y el físico".

## Publicaciones
Engelmann escribió seis libros y al menos cincuenta artículos, a continuación se indica una selección:
- 1953. Bases metodológicas y filosóficas de la teoría científico-social . Disertación de la Universidad de Wisconsin, Madison.
- 1956. La prueba de modalidad de evaluación. Afiliados psicométricos.
- 1957. Un enfoque dinámico sistémico de la teoría social .
- 1966. Sociología teórica: sus bases y lugar en la ciencia moderna .
- 1966. Ensayos en Teoría Social y Organización Social . WC Brown Book Co.
- 1969. Sociología: un texto de estudio guiado. Kendall / Hunt Pub. Co.
- 1976. Marx como ideólogo de clase alta.
- 1980. Comportamiento, interacción y organización social.
- 1993. Problemas de la investigación sociológica.
- 2002. Viaje a una nueva vida. Carmel, IN, Simudell Publishers.